# Comptosia gemina
Comptosia gemina är en tvåvingeart som beskrevs av Hardy 1941. Comptosia gemina ingår i släktet Comptosia och familjen svävflugor. Inga underarter finns listade i Catalogue of Life.